# San Vicente de Moravia
San Vicente es el distrito primero y ciudad cabecera del cantón de Moravia, en la provincia de San José, de Costa Rica.
El distrito se caracteriza por ser una de las ciudades más importantes del Gran Área Metropolitana de Costa Rica. Es además popular por su famosa Calle de las Artesanías en el centro del distrito.

## Toponimia
El nombre del distrito proviene en honor a San Vicente Ferrer, patrono del distrito de San Vicente y de la Iglesia de San Vicente Ferrer, localizada en el centro del distrito.

## Historia
No hay una fecha de fundación exacta de la comunidad, aunque la zona estuvo poblada desde el siglo XIII.  Se sabe que el primer colono que llegó junto con su familia y se estableció en las tierras que hoy es San Vicente, fue Antonio Felipe de la Huerta, en el año de 1782. A inicios del siglo XIX arribaron procedentes de Barva, los señores Francisco Pascual Murillo, Nicolás Matamoros, José Ángel Barquero, entre otros. La población desde sus principios estuvo supeditada en lo civil y en lo eclesiástico al barrio San Juan del Murciélago, hoy Tibás.
Para 1815 existía un telar, como una de las primeras industrias del pueblo.
En marzo de 1840, gracias al empeño y dedicación del presbítero don Cecilio Umaña Fallas, se bendijo la ermita dedicada a San Vicente Ferrer, por lo que la población se le empezó a conocer con el nombre de ese santo patrono. Ocho años después se inician los trabajos para la construcción de una iglesia, durante la administración del presbítero Miguel Alvarado, uno de los curas más recordados en Moravia. Este poblado perteneció a la parroquia El Carmen del cantón de San José, hasta 1863. En el episcopado de monseñor don Joaquín Anselmo Llorente y Lafuente, primer obispo de Costa Rica, el 18 de diciembre de 1863, se estableció la parroquia, la cual actualmente es sufragánea de la arquidiócesis de San José, de la provincia eclesiástica de Costa Rica. En 1907 se inició la construcción del actual templo católico, por iniciativa del presbítero Fermín Boladeras San Salvador. 
En el Registro de Linderos de los barrios y cuarteles del departamento de San José, de 30 de noviembre de 1841, San Vicente fue un cuartel del barrio San Juan.
En la administración de Alfredo González Flores el 1° de agosto de 1914, en ley n.º 55, se le otorgó el título de Villa a la población San Vicente, cabecera del nuevo cantón creado en esa oportunidad. Posteriormente, el 6 de diciembre de 1963, en el gobierno de don Francisco Orlich Bolmarcich, se promulgó la ley n.º 3248 que le confirió a la villa, la categoría de ciudad. El 19 de enero de 1915 se realizó la primera sesión del Concejo de Moravia, integrado por los regidores propietarios, señores Melchor Rodríguez Umaña, presidente; Higinio Granados Blanco, vicepresidente, y José Umaña Castro, fiscal. El secretario municipal fue don Luis Zamora Murillo y el jefe político don Nicanor Huertas.

## Ubicación
Se ubica en el sur del cantón, limita al norte con el distrito de La Trinidad, al oeste con el cantón de Tibás, al sur y este con el cantón de Goicoechea y al noreste con el cantón de Vázquez de Coronado.

## Geografía
San Vicente cuenta con un área de 5,4 km² y una altitud media de 1231 m s. n. m.

## Demografía
Para el año 2022, San Vicente cuenta con una población estimada de 29 397 habitantes, y para el último censo efectuado, en 2011, San Vicente contaba con una población de 30 998 habitantes.

## Educación

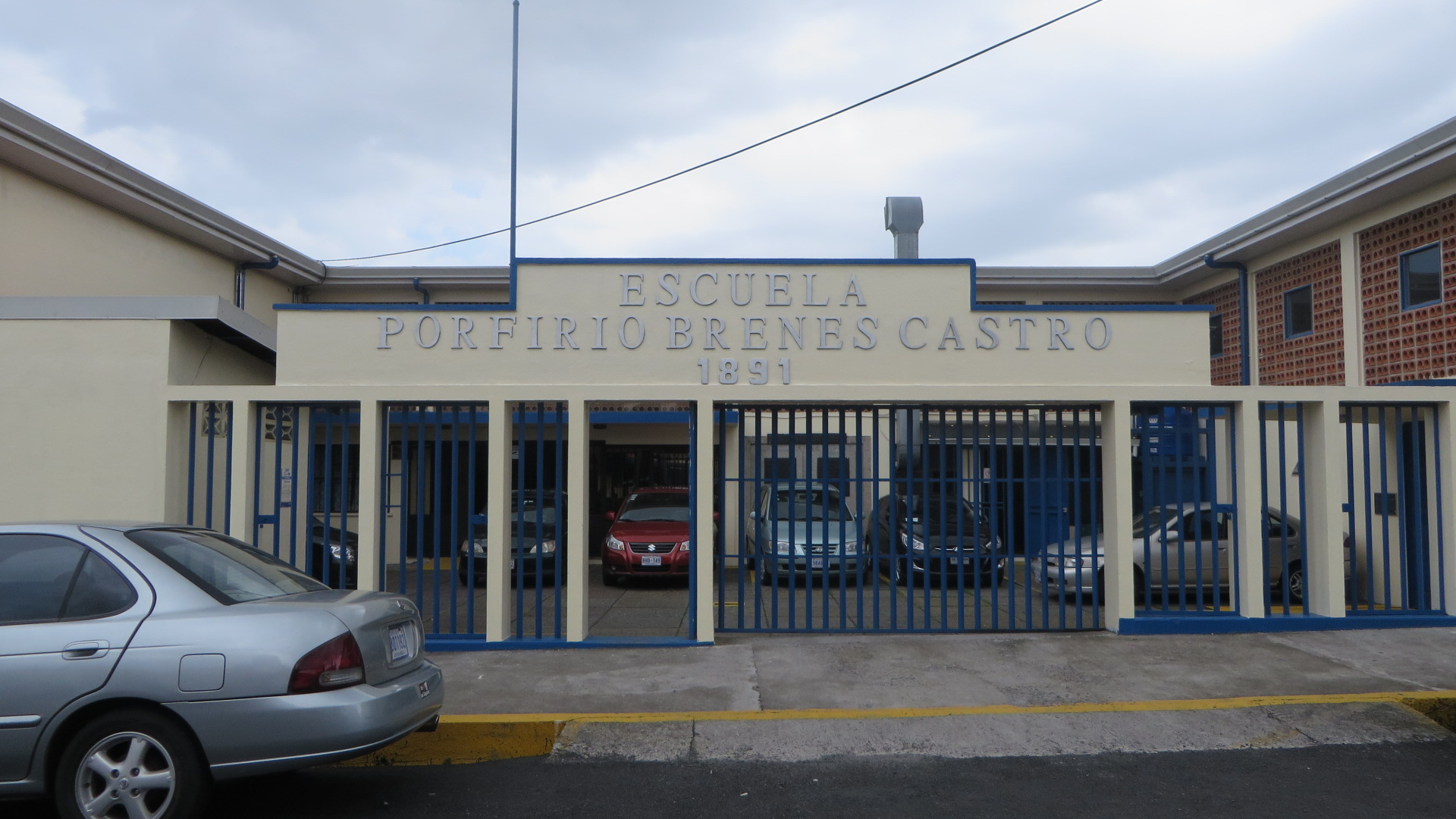
Escuela Porfirio Brenes Castro en San Vicente

La escuela local para niños y niñas, Escuela Porfirio Brenes Castro, fue fundada en 1891. Está ubicada en el costado sur del Parque de Moravia en la intersección de la Calle 63 y la Avenida 63. El nuevo edificio escolar fue inaugurado el 25 de noviembre de 1961. La escuela lleva el nombre del maestro Porfirio Brenes Castro (28 de junio de 1877 – 12 de diciembre de 1914).
La Escuela Japonesa de San José es la única escuela internacional japonesa en Costa Rica, y está ubicada en San Vicente.

## Localidades
- Barrios: Alondra, Americano, Américas, Bajo Isla, Bajo Varelas, Barro de Olla, Bosques de Moravia, Caragua, Carmen, Centro, Chaves, Colegios, Colegios Norte, Coragua, El Alto (parte), Flor, Florencia, Guaria, Guaria Oriental, Isla, Jardines de Moravia, La Alondra, La Casa, Ladrillera, La Flor, La Guaria, Las Américas, Los Colegios, Los Colegios Norte, Los Colegios Sur, Lourdes, Robles, Romeral, Sagrado Corazón, San Blas, San Jorge, San Martín, San Rafael, Santa Clara, Santa Clara (parte), Santo Tomás, Saprissa, Urbanización Corobicí.

## Transporte

### Carreteras
Al distrito lo atraviesan las siguientes rutas nacionales de carretera:
- Ruta nacional 102
- Ruta nacional 109
- Ruta nacional 117
- Ruta nacional 200

## Cultura

### Educación
Ubicadas propiamente en el distrito de San Vicente se encuentran los siguientes centros educativos:
- Centro Educativo Las Américas (incluye educación primaria)
- Colegio de Innovación Edcativa
- Colegio Isaac Martin
- Colegio María Inmaculada (incluye educación primaria)
- Colegio Nuestra Señora de Sion (incluye educación primaria)
- Colegio Oasis de Esperanza (incluye educación primaria)
- Colegio Saint Anthony
- Colegio Saint Francis
- Escuela Bilingüe San Ángel
- Escuela Bilingüe Tricolor
- Escuela de La Isla
- Escuela de San Blas
- Escuela Porfirio Brenes Castro
- Libery Christian Academy
- Liceo de Moravia
- Liceo Laboratorio Emma Gamboa
- Saint Joseph's College

### Sitios de interés
- Parroquia San Vicente Ferrer
- Instituto de Fomento y Asesoría Municipal (IFAM)
- Instituto de Desarrollo Rural (INDER)
- La Calle de las Artesanías, en el centro de San Vicente
- El parque Abraham Lincoln y el kiosko de Moravia (este último es patrimonio nacional)
- Universidad Católica de Costa Rica
- Club La Guaria
- Sykes Costa Rica

## Concejo de distrito
El concejo de distrito de San Vicente vigila la actividad municipal y colabora con los respectivos distritos de su cantón. También está llamado a canalizar las necesidades y los intereses del distrito, por medio de la presentación de proyectos específicos ante el Concejo Municipal. El presidente del concejo del distrito es el síndico propietario del partido Acción Ciudadana, Jorge Luis Coto Vargas.
El concejo del distrito se integra por:
| #                       | Partido                         | Nombre                          |
| Síndico propietario     | Síndico propietario             | Síndico propietario             |
| ----------------------- | ------------------------------- | ------------------------------- |
| 1                       | Partido Acción Ciudadana        | Jorge Luis Coto Vargas          |
| Síndico suplente        |                                 |                                 |
| 2                       | Partido Acción Ciudadana        | Margarita Hernández Valverde    |
| Concejales propietarios |                                 |                                 |
| 3                       | Partido Acción Ciudadana        | Ernesto Centeno Jara            |
| 4                       | Partido Acción Ciudadana        | Margot Badilla Granja           |
| 5                       | Partido Liberación Nacional     | Danelia Tenorio Barrantes       |
| 6                       | Partido Unidad Social Cristiana | David Aguilar Torres            |
| Concejales suplentes    |                                 |                                 |
| 7                       | Partido Acción Ciudadana        | Ileana María Boschini López     |
| 8                       | Partido Acción Ciudadana        | Luis Diego Arias Segnini        |
| 9                       | Partido Liberación Nacional     | Raquel Díaz Sancho              |
| 10                      | Partido Unidad Social Cristiana | Yusse Andrea Meneses Valenciano |